# 式守勘太夫 (9代)
9代式守 勘太夫（しきもり かんだゆう、本名：三浦 国男、1942年8月17日 - 2023年9月20日）は大相撲の元三役格行司。伊勢ヶ濱部屋→桐山部屋所属。

## 人物
青森県三戸郡五戸町出身。血液型O型。
師匠は5代式守勘太夫（6代鏡山勘太夫）である。若い頃はよく相撲を取っており強かった。
初土俵から26年掛けて十両格に昇進した苦労人である。
明らかに他の行司に比べて太っており、動きがやや緩慢であったことが評価点になったとされているが、差し違えは少なく、独特の荒々しい声の持ち主であった。
1994年幕内格に昇格。1999年9月場所、29代式守伊之助、木村孔一の休場により初めて幕内の相撲を裁いた。
2007年7月場所をもって停年。2023年9月20日に肝細胞癌のため死去。81歳没。
最後の裁きは関脇琴光喜－前頭6枚目稀勢の里戦。
故郷の五戸町公民館には、自身が着用した行司装束が展示されている

## 掛け声
ダガーッタガッタ、ダガーッタガッタガッタ
ダガーッタガッタ、ダガーッタガッタガッタ

## その他
- 停年が近い2005年までは幕内数番目が定位置だった。行司の停年ラッシュで2006年3月場所三役格に昇格し、2007年5月、7月場所は三役格筆頭となった。2005年7月場所限りで10代式守錦太夫が停年、以降同年11月場所限りで31代木村庄之助、2006年1月場所限りで32代木村庄之助、34代式守伊之助、木村一童の3人、2007年3月場所限りで33代木村庄之助がそれぞれ停年を迎えて、勘太夫停年前の2年間で6人も上位の行司が引退した為である。
- 相撲が強く、幕下力士と対戦して勝ったことがあると言う。
- 1958年5月に初土俵だがこれは正式採用の場所で、実際には1956年頃より土俵に上がっていた。
- 幕下格行司時代の1975年3月場所（当時の行司名は式守洋一）に後輩で4歳年下の木村順一（当時の行司名。木村城之介を経て最終名は35代木村庄之助）に番付を抜かれているが、上位の空きでの偶然もあり、十両格、幕内格、三役格と城之介とは同時に昇格となった。

## 履歴
- 1958年5月：初土俵、式守洋一
- 1979年3月：改名、太一郎
- 1984年1月：十両格昇格
- 1990年1月：8代式守與之吉襲名
- 1994年1月：幕内格昇格
- 2001年1月：9代式守勘太夫襲名
- 2006年3月：三役格昇格
- 2007年7月：定年退職

## 出演
CM
- 永谷園　お茶づけ海苔「高見盛、懸賞旗に気をとられる」　実写